# Касімча
Касімча (рум. Casimcea) — село у повіті Тулча в Румунії. Адміністративний центр комуни Касімча.
Село розташоване на відстані 183 км на схід від Бухареста, 61 км на південний захід від Тулчі, 63 км на північ від Констанци, 83 км на південь від Галаца.

## Населення
За даними перепису населення 2002 року у селі проживали 1564 особи.
Національний склад населення села:
| Національність | Кількість осіб | Відсоток |
| -------------- | -------------- | -------- |
| румуни         | 1484           | 94,9%    |
| турки          | 59             | 3,8%     |
| цигани         | 20             | 1,3%     |

Рідною мовою назвали:
| Мова      | Кількість осіб | Відсоток |
| --------- | -------------- | -------- |
| румунська | 1504           | 96,2%    |
| турецька  | 59             | 3,8%     |